# Сандро Николас
Сандро Николас (енг. Sandro Nicolas; 2. август 1996), познат као Сандро, је немачки певач грчко-америчког порекла.

## Биографија
Сандро Николас је рођен 2. августа 1996. у Хајнсбергу, у Немачкој као Алесандро Рутен. Мајка му је Грчког порекла, а отац Америчког. Детињство је провео у Немачкој, где је започео и своју музичку каријеру. 2018. учествовао је у осмој сезони музичке талент емисије The Voice of Germany. Прошао је у другу фазу Sing Off из којег се није пласирао у финалне рунде. Ментор у такмичењу му је био Марк Форстер.
2019. године представљао је Сједињене Америчке Државе на такмичењу New Wave у Сочију, у Русији. Тамо је завршио као шестопласирани. 29. новембра 2019. Сандро је представљен као представник Кипра на Песми Евровизије 2020. у Ротердаму, у Холандији. 7. марта 2020. је објављена његова такмичарска песма Running. 18. марта 2020. Песма Евровизије 2020. је отказана због пандемије вируса корона. 1. јуна 2020. године кипарска телевизија је објавила да Сандро неће бити представник Кипра на Песми Евровизије 2021. због раније најављених обавеза.